# Kosackfursten
Kosackfursten (originaltitel Kosakfyrsten) är en dansk dramafilm i kortfilmsformat från 1910.

## Rollista
- Alwin Neuss – fursten
- Alfi Zangenberg – furstinnan
- Otto Lagoni – generalen
- Ellen Kornbeck – generalens dotter
- Ejnar Zangenberg – löjtnanten
- Franz Skondrup